# Dam Löser
Dam Löser († um 1450) war ein kursächsischer Rat und Erbmarschall der Kursachsen.

## Leben
Er stammt aus dem im Kurkreis ansässig gewesenen Adelsgeschlecht Löser und ist der zweitälteste Sohn von Günther Löser, der im Besitz des Erbmarschallamts im Kurfürstentum Sachsen war.  Nach dem Tod des Vaters Günther fielen Erbmarschallamt und das Familiengut Pretzsch (Elbe) an seinen älteren Bruder Heinrich Löser. Als dieser kinderlos starb, erbte Dam die Würde des sächsischen Erbmarschalls und die Besitzungen seines Bruders. Dies war unter der Regierung des Kurfürsten Friedrich II. von Sachsen.
Dam Löser hinterließ die beiden Söhne Heinrich und Hans Löser, von denen der älteste Sohn das Erbmarschallamt übernahm.